# A.L. Snijdersprijs
De  A.L. Snijdersprijs is een Nederlandse prijs voor verhalen van maximaal 220 woorden, de zogenaamde zeer korte verhalen (zkv's). De prijs werd ingesteld door Snijders' uitgever Afdh Uitgevers en is tweemaal uitgereikt, in 2012 en 2014.
De prijs bestaat uit een geldbedrag van € 500 voor de eerste prijs, € 300 voor de tweede prijs en € 200 voor de derde prijs. Naast de prijzen toegekend door de vakjury is er ook een publieksprijs.
De jury bestond uit Ann De Craemer, Theo Hakkert en Marjon Kok, Carel Helder,  Paul Abels, Martien Frijns, Sanneke van Hassel en A.L. Snijders zelf. (A.L. Snijders overleed in 2021.)

## Winnaars
2012
- 1e prijs: Jente Posthuma - Wensen
- 2e prijs: Margriet Bolding
- 3e prijs: Philip Hoorne - Oom Gerard
- publieksprijs: Gwen van der Zwan - Jaapies huis

2014
- 1e prijs: Wieke Drieboog - Oogopslag
- 2e prijs: Evelien Vos  - Staal
- 3e prijs: Joubert Pignon  - Smakgeluiden
- publieksprijs: Lies Gallez - Klaar